# 645 (tal)
645 är det naturliga heltal som följer 644 och följs av 646.

## Matematiska egenskaper
- 645 är ett udda tal.
- 645 är ett sammansatt tal.
- 645 är ett lyckotal.
- 645 är ett Sfeniskt tal.
- 645 är ett Oktogontal.
- 645 är ett Harshadtal.
- 645 är ett Heptagonalt pyramidtal.

## Inom vetenskapen
- 645 Agrippina, en asteroid.